# María Teresa Belandria
María Teresa Belandria Expósito (Caracas; 24 de octubre de 1963) es una abogada, profesora y diplomática venezolana, fue coordinadora internacional de partido Vente Venezuela hasta 2019, cuando renunció a la organización política, y fue designada el 5 de febrero de 2019 como embajadora de Venezuela en Brasil por la Asamblea Nacional de Venezuela.

## Biografía
María Teresa es abogada por la Universidad Santa María de Caracas, Especialista en Derecho Internacional Económico y de la Integración por la Universidad Central de Venezuela y candidata a Philosophiæ doctor en Ciencias Políticas por la Universidad Central de Venezuela. Es becaria Fulbright. Habla portugués, inglés y español.
Profesora de pregrado y postgrado en la Facultad de Ciencias Jurídicas y Políticas de la UCV, Escuela de Derecho donde parte las asignaturas: Derecho internacional público, Relaciones económicas Internacionales, Instituciones Financieras Internacionales, Geopolítica y profesora de la Facultad de Humanidades y Educación, Escuela de Artes, allí imparte clases de Sociología del Arte, Análisis Político desde la Perspectiva Cinematográfica y Análisis de la Realidad Socio-Cultural. Fue además profesora de la Universidad Metropolitana de Caracas.
Es profesora en Argentina, Brasil, Perú, República Dominicana y Estados Unidos en diferentes universidades e institutos de formación públicos y privados, también de la PMDF.
Fue asesora ad honorem de la Comisión de Política Exterior y Soberanía y de la Comisión de Defensa de la Asamblea Nacional de Venezuela. Miembro del Comité de Entorno Binacional de la Cámara Venezolano-Colombiana de Integración, Presidenta del Comité de Comercio Exterior de Fedecámaras y fue asesora de Política Exterior y Defensa de la excongresista María Corina Machado.

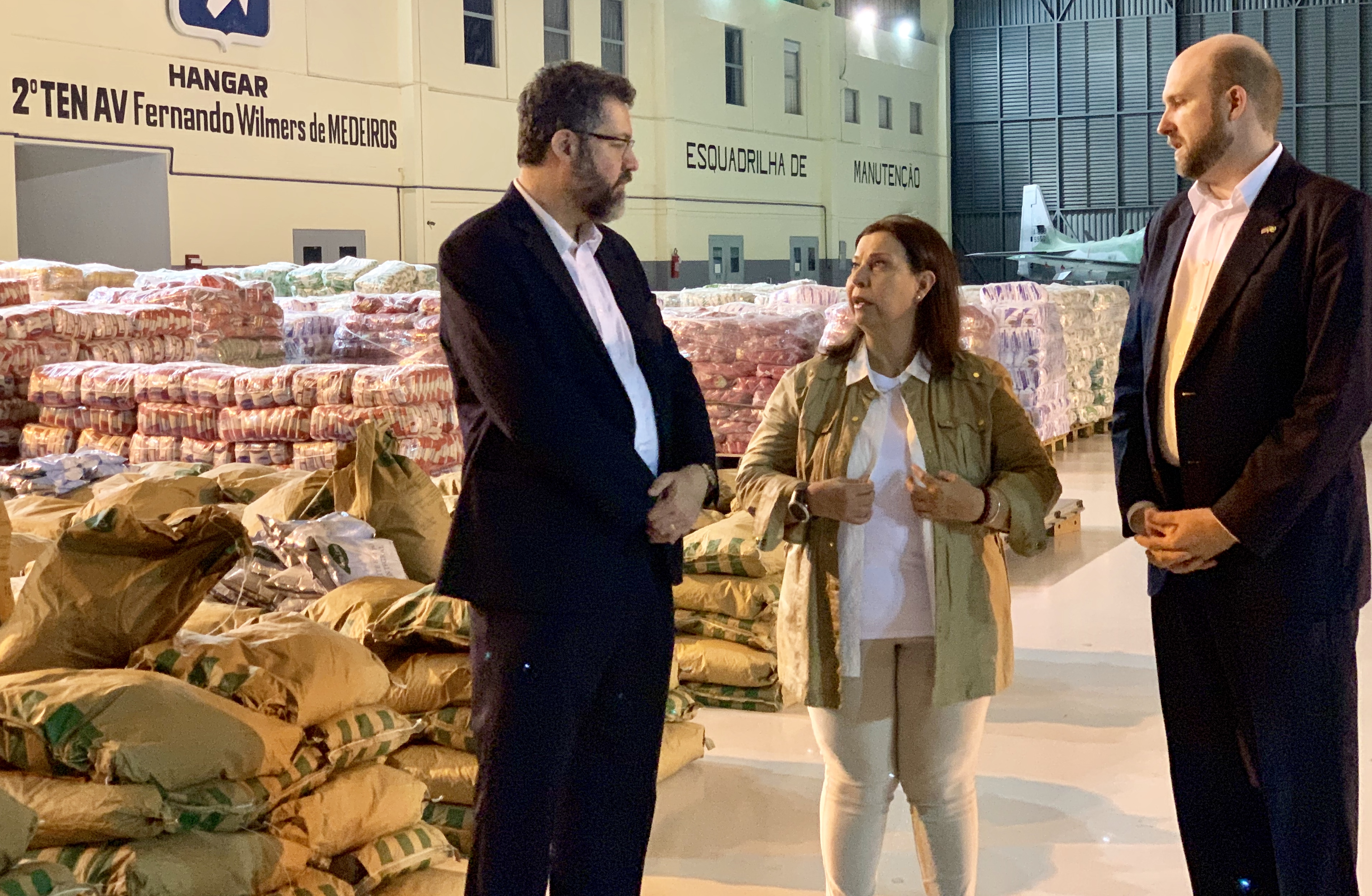
El encargado de negocios de la Embajada de EE.UU., William W. Popp, el Ministro de Relaciones Exteriores de Brasil, Ernesto Araújo y la embajadora representante de Brasil de la Asamblea Nacional de Venezuela, María Teresa Belandria, visitan el almacén que alberga los productos de ayuda humanitaria para Venezuela.

Impartió clases por nueve años en la Academia Militar de Venezuela y en las Escuelas de Artillería e Infantería del Ejército. Siendo además jurado calificador de las tesis de los Cursos de Estado Mayor de la Escuela Superior del Ejército de Venezuela. Y fue profesora del Instituto de Altos Estudios Diplomáticos "Pedro Gual". Ha escrito diversas investigaciones entre esas "Fronteras Cerradas" que habla sobre las consecuencias del cierre de las fronteras y el no permitir el libre tránsito.
Fue coordinadora internacional del partido político de centro-derecha Vente Venezuela. Ha trabajado como profesora adjunta del Centro de Estudios Hemisféricos de Defensa William J. Perry de la Universidad de Defensa Nacional.

## Embajadora de Venezuela en Brasil (2019–2022)
El 5 de febrero de 2019 como embajadora de Venezuela en Brasil por la Asamblea Nacional de Venezuela (presidida por el parcialmente reconocido como presidente encargado) Juan Guaidó. Allí dirigió esfuerzos para la creación de una segunda ruta por Roraima para llevar ayuda humanitaria a Venezuela.